# Александрийский район
Александри́йский райо́н (укр. Олександрі́йський райо́н, в 1923—1924 — Користовский, в 1924—1925 — Косовский) — административная единица на востоке Кировоградской области Украины.
Административный центр — город Александрия.

## География
Район граничит на западе с Кропивницким районом, на севере с Черкасским районом, на востоке с Каменским районом, на юге с Криворожским районом.
На территории района расположен один из крупнейших на территории Украины лесных массивов в зоне лесостепи — Чёрный лес.

## История
Район образован в 1923 году на территории бывших Бандуровской, Диковской, Косовской и Протопоповской волостей Александрийского уезда. Центром района стало село Користовка (ныне — в черте села Войновка), а район получил название Користовский и вошёл в состав Александрийского округа Екатеринославской губернии. В 1924 году центр района был перенесён в село Косовка и район был переименован в Косовский. В 1925 году центром района стал город Александрия и он получил своё современное название. Тогда же был упразднён Александрийский округ и район вошёл в состав Кременчугского округа Полтавской губернии. В 1928 году часть района была передана в состав Глинского района, в то же время в состав Александрийского района была включена территория упразднённого Краснокаменского района, а также части Онуфриевского и упразднённого Попельнастовского районов. В 1930 году округа в Украинской ССР были упразднены и район перешёл в подчинение непосредственно руководству республики.
В 1932 году район вошёл в состав новообразованной Днепропетровской области. Постановлением ЦИК СССР от 22 сентября 1937 года Александрийский район из был переведён в состав Николаевской области Украинской ССР. Указом Президиума Верховного Совета СССР от 10 января 1939 года Александрийский район включён в состав образованной этим же указом Кировоградской области в составе Украинской ССР.
В 1946 году из состава района был выделен Червонокаменский район. В ноябре 1946 года Александрия получила статус города областного подчинения и территория Александрийского горсовета вместе с Марто-Ивановским сельским советом были выведены из состава района. В 1949 году Марто-Ивановский сельсовет был возвращен в состав Александрийского района, однако из его территории был выделен посёлок городского типа Октябрьское, который остался в подчинении Александрийского городского совета (позже был присоединён к городу). 21 января 1959 Червонокаменский район был упразднён и его территория снова вошла в состав Александрийского района. В 1962 году, в ходе укрупнения районов Украинской ССР, к району была присоединена большая часть расформированного Новопражского района, а Косовский и Константиновский сельсоветы были переданы в состав Кремгесовского района. После сворачивания реформы в 1965 году, Косовский и Константиновский сельсоветы были возвращены в Александрийский район, а из Александрийского были исключены Васинский, Мошоринский, Диковский, Пантазиевский (вошли в Знаменский район) и Митрофановский (вошёл в Новгородковский район) сельсоветы.
17 июля 2020 года в результате административно-территориальной реформы район был укрупнён, в его состав вошли территории:
- Онуфриевского района;
- Петровского района;
- Светловодского района;
- Диковского и Пантазиевского сельских советов Знаменского района;
- а также городов областного значения Александрия и Светловодск.

## Население
Численность населения района в укрупнённых границах — 229,8 тыс. человек.
Численность населения района в границах до 17 июля 2020 года по состоянию на 1 января 2020 года — 25 800 человек, из них городского населения — 10 688 человек, сельского — 15 112 человек.

## Административное устройство
Район в укрупнённых границах с 17 июля 2020 года делится на 9 территориальных общин (громад), в том числе 2 городские, 5 поселковых и 2 сельские общины (в скобках — их административные центры):
- Городские:
  - Александрийская городская община (город Александрия),
  - Светловодская городская община (город Светловодск);
- Поселковые:
  - Новопражская поселковая община (посёлок Новая Прага),
  - Онуфриевская поселковая община (посёлок Онуфриевка),
  - Пантаевская поселковая община (посёлок Пантаевка),
  - Петровская поселковая община (посёлок Петрово),
  - Приютовская поселковая община (посёлок Приютовка);
- Сельские:
  - Великоандрусовская сельская община (село Великая Андрусовка),
  - Попельнастовская сельская община (село Попельнастое).

### История деления района
До 17 июля 2020 года район территориально делился на один городской и 21 сельский советы, которые объединяли 77 населенных пунктов, подчиненных Александрийскому районному совету.